# Nielotka
Nielotka (Zenkerella) – rodzaj ssaków z rodziny nielotek (Zenkerellidae).

## Zasięg występowania
Rodzaj obejmuje jeden żyjący współcześnie gatunek występujący w zachodniej Afryce.

## Morfologia
Długość ciała (bez ogona) 180–230 mm, długość ogona 150–180 mm; masa ciała 180–220 g.

## Systematyka
Rodzaj zdefiniował w 1898 roku niemiecki zoolog Paul Matschie na łamach rocznika Sitzungsberichte der Gesellschaft Naturforschender Freunde zu Berlin. Na gatunek typowy Matschie wyznaczył nielotkę drzewną (Z. insignis).

### Etymologia
- Zenkerella: Georg August Zenker (1855–1922), niemiecki botanik, podróżnik, kolekcjoner, kolonista w Kamerunie w latach 1889–1922; łac. przyrostek zdrabniający -ella[8][9].
- Aethurus: gr. αηθης aēthēs „dziwny”, od negatywnego przedrostka α- a-; ηθος ēthos „zwyczajny”; ουρα oura „ogon”[10]. Gatunek typowy: Aëthurus glirinus de Winton, 1898 (= Zenkerella insignis Matschie, 1898).

### Podział systematyczny
Do rodzaju należy jeden występujący współcześnie gatunek:
- Zenkerella insignis Matschie, 1898 – nielotka drzewna

Opisano również gatunek wymarły z miocenu Kenii:
- Zenkerella wintoni Lavocat, 1973